# Масимо Амброзини
Масимо Амброзини (на италиански: Massimo Ambrosini) е италиански футболист, полузащитник. Амброзини добива популярност по време на своя престой в Милан от 1995 до 2013 г., където печели всички трофеи на клубно ниво. Записал е 35 мача за националния отбор на Италия.

## Клубна кариера
Амброзини започва кариерата си в отбора на Чезена, който по това време е в Серия Б, и бързо си пробива място до първия тим, където дебютира едва на 17-годишна възраст през 1994. Треньорът на Милан по това време Фабио Капело е много настоятелен и печели битката с останалите грандове от Апенините за подписа на младия халф. И така през лятото на 1995 г. Амброзини е представен официално като играч на Милан. Въпреки голямата конкуренция в пълния със звезди тогавашен отбор на „росонерите“, на младия Амброзини е даден шанс да изиграе няколко мача през сезона, когато Милан печели Скудетото. През следващия сезон 1996/97 Масимо не получава доверието на треньора и рядко влиза в игра и логично е преотстъпен във Виченца. Там той става важна част от отбора, успешно защитил мястото си в Серия А. След като се връща в любимия Милан, Амброзини най-накрая успява да си спечели титулярно място за по-дълъг период от сезона и допринася за спечелването на ново Скудето през 1999 г. Играещ редовно през следващите сезони, Масимо претърпява серия неприятни контузии в коляното. Завръща се в края на сезон 2002/03, но точно на време, за да помогне на Милан да спечели Купата на Италия и скоро след това Шампионската лига, където заменя Руй Коща в 87-ата минута на Олд Трафорд. През 2003/04, въпреки че Амбро не успява да се наложи като титуляр заради постоянно измъчващите го контузии и липсата на добра форма, той изиграва 20 мача (предимно като резерва) и отбелязва 1 гол в сезон, когато Милан затвърждава превъзходството си в Европа и Италия, печелейки 17-а титла в Серия А. През март 2005 Масимо удължава договора си с Милан до юни 2008. Следващия сезон отново не е сред най-успешните в кариерата на Амброзини, тъй като все още му е трудно да се пребори за достатъчно игрово време. Отборът на Милан по това време е страшилище в Европа, играейки много убедително и за дефанзивния халф не остава друго освен да се примири с 20 появявания в Серия А (отново повечето като резерва). За сметка на това успява да отбележи единствения си гол за сезона – безценен – в продълженията на финала за Шампионската лига срещу ПСВ в Айндховен. С този паметен гол Милан се класира за финала в Истанбул, но Амброзини пропуска мача заради поредната контузия. Сезон 2005/06 е още по-кошмарен за Масимо Амброзини, тъй като поради множество контузии успява да изиграе едва 13 мача (1 гол) и по този начин остава извън групата на Италия за Световното първенство през 2006. Така той пропуска още един финал на голям турнир, този път успешен. През сезон 2006/07 Масимо е амбициран повече от всякога да докаже, че има невероятен талант и заслужава да играе редовно. За щастие контузиите му са излекувани и му позволяват да покаже истинските си възможности. Така и става и Масимо прави редица внушителни представяния в началото на сезона и с това принуждава Карло Анчелоти да промени схемата на отбора, само и само да намери място за още един дефанзивен халф. Милан заиграва с познатото 4-3-2-1 като в центъра на терена Амброзини, Пирло и Гатузо сформират трио. Масимо отбелязва 2 победоносни гола с глава в Серия А срещу Сампдория и Аталанта. Но безспорно мачовете на сезона си Амбро изиграва срещу Байерн Мюнхен и Манчестър Юнайтед съответно на полу- и четвъртфинала в Шампионската лига. Масимо става една от основните причини баварците да имат само няколко опасни атаки към вратата на Милан и да не успеят да установят траен натиск за всички 180 минути в двата мача. На полуфинала срещу намиращия се в страхотна форма отбор на Манчестър Юнайтед Амброзини сътворява и невъзможното да спре атаките на англичаните. На мача реванш Масимо освен че се раздава напълно, в края на мача открадва топката от англичаните и прецизно подава на откъсващия се Джилардино, който без проблем реализира. В началото на сезона Амбро заявява желанието си да напусне Милан поради липса на достатъчно игрово време, но променя решението си след достигането на финала на Шампионската лига от неговия отбор. През май 2007 подновява договора си до 2010 г. Скоро след това Масимо започва като титуляр и изиграва поредния си силен мач във финала на Шампионската лига срещу Ливърпул, спечелен от Милан с 2 – 1.

## Международна кариера
Масимо Амброзини прави своя международен дебют с екипа на Италия през април 1999 срещу Хърватска и попада в групата на Скуадра Адзура за Евро 2000 в Белгия и Нидерландия и Олимпийските игри в Сидни, като се появява и на финала на европейското първенство срещу Франция. Поради контузии и слаба форма, Амбро не попада в състава за СП 2002 и Евро 2004. Въпреки че не участва на СП 2006 и не взима медал за световен шампион, Амброзини отново намира място в състава на Италия и се завръща на 16 август 2006 г. За този мач наставникът Роберто Донадони дава капитанската лента на Масимо заради отсъствието на титулярния капитан Фабио Канаваро.

## Любопитно
- Амброзини е голям почитател на американския футбол
- Прякорите му са „Макс“ и „Амбро“
- Италианското списание Tuttosport определи Масимо за „Истинският капитан на Милан в мача, душата на халфовата линия“ заради невероятното му представяне във финала за Купата на Италия през 2003 срещу Рома.